# Förortssatanisterna
Förortssatanisterna, engelsk serie av Lew Stringer.

## Handling
Serien handlar om en familj satanister som bor i ett villaområde i en engelsk förort.

## Huvudkaraktärer
- Stan Djävelberg - Ledaren för sekten. Försöker hela tiden få Djävulen att göra honom till världens härskare
- Mavis Djävelberg - Stans exfru (När de blev satanister skilde de sig, men de bor fortfarande ihop). Den typiska "mamman" enormt huslig och praktisk.
- Sharon Djävelberg - Stan och Mavis dotter. Anses sexig trots att hon har överbett och ett ständigt offer för fluktare. Hon har till och med frammanat demoner för att bli av med dem.
- Derek Djävelberg - Stan och Mavis andra barn. Ca. 25år och oskuld. Är så desperat att bli av med oskulden att han till och med har försökt våldta får.
- Damien Djävelberg - Satan och Sharons son. Kan spruta eld, flyga och framkalla demoner med händerna. Kan även ladda ner demoner från internet.
- Benny - Dereks bäste vän. Lika sexgalen som Derek.
- Satan - Satan försöker ta över himmelriket från Gud. Är far till Sharons son Damien.

### Övriga karaktärer
- Pastorn - Stadens präst. Försöker förtvivlat bli av med satanisterna.
- Demoner - Klagar hela tiden på hur varmt helvetet är.
- Zombier - Klagar hela tiden på hur obekväma gravarna är. När satanisterna ska återuppväcka en zombie kollar de inte på gravarna. vilket leder till att de ibland återuppväcker onda personer. En gång väckte de upp Derek och Sharons gamla gympalärare.
- Olga - Satanisternas granne. Tycker inte om satanisterna utan är kristen. Gift med Tommy. Jobbar även som prostituerad.
- Tommy - Satanisternas granne. Även han kristen. Försöker ofta sälja sitt hus. Skattefuskare.

## Publicering
Serien publiceras nu i tidningen Herman Hedning.